# پروآنتوسیانیدین بی۲
پروآنتوسیانیدین بی۲ (به انگلیسی: Proanthocyanidin B2) با فرمول شیمیایی C۳۰H۲۶O۱۲ یک ترکیب شیمیایی با شناسه پاب‌کم ۱۲۲۷۳۸ است. که جرم مولی آن ۵۷۸٫۵۲ g/mol می‌باشد. 